# Callerebia cashapa
Callerebia cashapa är en fjärilsart som beskrevs av Moore 1882. Callerebia cashapa ingår i släktet Callerebia och familjen praktfjärilar. Inga underarter finns listade i Catalogue of Life.